# اسکای ایرلاینز
اسکای ایرلاینز (انگلیسی: Sky Airlines) شرکت هواپیمایی ترک است، که در سال ۲۰۰۰ تأسیس شد.